# Giorgio Almirante
Giorgio Almirante (Salsomaggiore Terme, 27 giugno 1914 – Roma, 22 maggio 1988) è stato un politico italiano. Funzionario del regime fascista durante la Repubblica Sociale Italiana per la quale ricoprì la carica di capo di gabinetto al Ministero della cultura popolare, fu esponente di spicco della Prima Repubblica mantenendo la carica di deputato dal 1948 alla sua morte.
Nel dopoguerra fu uno tra i fondatori del Movimento Sociale Italiano, di cui fu segretario tra il 1947 ed il 1950 e, successivamente, tra il 1969 ed il 1987, appoggiando nel 1972 la fusione con gli esponenti monarchici che comportò la ridenominazione del partito in Movimento Sociale Italiano - Destra Nazionale.

## Biografia
Almirante apparteneva a una famiglia di origine aristocratica molisana: gli Almirante erano stati dal 1691 i duchi di Cerza Piccola (Cercepiccola). Molti suoi parenti erano attori. Il padre, Mario Almirante, attore e direttore di scena nella compagnia di Eleonora Duse e in quella di Ruggero Ruggeri, e in seguito regista del cinema muto, sposò Rita Armaroli. Il nonno Nunzio Almirante era anch'egli attore, e i fratelli del padre Ernesto, Giacomo, Luigi erano anch'essi attori. Era inoltre cugino di secondo grado di Italia Almirante Manzini, celebre diva del cinema muto.
A causa del lavoro paterno, Giorgio Almirante visse i primi 10 anni di vita in giro per l'Italia. Dopo molte vicissitudini la sua famiglia si stabilì poi a Torino e infine a Roma. Il padre lavorò in ambito cinematografico, come direttore del doppiaggio di diversi film, tra cui Luci della ribalta. In seguito, durante il lavoro al giornale di Telesio Interlandi, Giorgio Almirante si occupò anche di critica cinematografica. Inoltre, durante gli anni universitari fece brevemente parte di una compagnia teatrale studentesca.

### Gli studi e gli esordi giornalistici
Parallelamente agli studi, compiuti a Torino presso il Liceo classico Vincenzo Gioberti, cominciò la sua carriera come cronista presso il quotidiano fascista Il Tevere. In quegli anni si iscrive al GUF di Roma e ne diviene fiduciario; sulle colonne del Tevere si occupò anche di pubblicizzare le attività e lo spirito dell'organizzazione giovanile fascista. 
Il 28 ottobre 1932 si apre la Mostra della Rivoluzione fascista in via Nazionale, in occasione del decennale della Marcia su Roma, e il giovane Almirante che avrà modo di montare come guardia d'onore nel 1933, ricorderà l'esperienza in un articolo pubblicato sul Tevere:
In questi anni si solidifica in Almirante la fede fascista, animato da una profonda lealtà verso Mussolini e il Fascismo, che non rinnegherà mai per il resto della vita. Nel 1937 Almirante si laureò in lettere con una tesi sulla fortuna di Dante Alighieri nel Settecento italiano con l'italianista Vittorio Rossi. La collaborazione con Il Tevere proseguì nel tempo; ne divenne caporedattore e vi rimase legato fino alla chiusura avvenuta nel 1943.
Svolse la sua attività professionale in questo periodo prevalentemente nell'ambito giornalistico e cinematografico.
Dal 1938 al 1942 fu segretario del comitato di redazione della rivista antisemita e razzista La difesa della razza, che uscì in seguito alla pubblicazione del Manifesto della razza nel 1938 e con cui collaborò con articoli fin dal primo numero. Il 5 maggio 1942 scriveva sulla stessa rivista:

### La guerra
Allo scoppio della seconda guerra mondiale Giorgio Almirante fu mandato come ufficiale di complemento in Sardegna, ma chiese e ottenne una promozione come corrispondente di guerra e partì per la Libia al seguito della Divisione "23 marzo" delle Camicie Nere quindi partecipò alla campagna del Nordafrica. Firmò molti articoli apparsi sul Tevere, abbandonando lo stile retorico e fascista passando a una prosa più asciutta e concisa, d'obbligo secondo lui nei resoconti di guerra. Venne decorato con la croce di guerra al valor militare per essere stato tra i primi a entrare a Sollum e Sidi Barrani, ma ricordando l'episodio non parlò mai di eroismo o di combattimenti, anzi, si schermì più volte. La sua testimonianza comparve sempre sul Tevere:

### Nella RSI
Il 3 settembre del 1943 venne firmato l'armistizio di Cassibile reso noto l'8 settembre. Alla costituzione della Repubblica Sociale Italiana Giorgio Almirante vi aderì, arruolandosi nella Guardia Nazionale Repubblicana con il grado di capomanipolo, equivalente a tenente. Il 30 aprile 1944 Almirante fu nominato capo gabinetto del ministero della cultura popolare presieduto da Fernando Mezzasoma.
In qualità di Capo di Gabinetto del Ministro della Repubblica sociale italiana Mezzasoma, firmò un bando in cui fra l’altro si ribadiva la pena di morte per i giovani che non avessero risposto alla chiamata alle armi nell’esercito repubblichino.

### Il dopoguerra e la fondazione del MSI
Dal 25 aprile 1945 fino al settembre 1946, pur non essendo ufficialmente ricercato, rimase in clandestinità. In tale periodo, secondo numerose testimonianze, trovò rifugio presso un amico ebreo, Emanuele Levi, che poteva così sdebitarsi per il fatto di essere stato a sua volta salvato durante la guerra proprio da Almirante, il quale aveva nascosto lui e la sua famiglia nella foresteria del Ministero della cultura popolare durante i rastrellamenti.
Nell'autunno 1946 Almirante partecipò alla fondazione dei Fasci di Azione Rivoluzionaria insieme con Pino Romualdi e Clemente Graziani. Cominciò inoltre a scrivere sul settimanale Rivolta Ideale, una delle maggiori riviste della politica di destra di quegli anni e insieme con Cesco Giulio Baghino si avvicinò al Movimento italiano di unità sociale.
Il 26 dicembre 1946 Almirante partecipò a Roma alla riunione costitutiva del Movimento Sociale Italiano (MSI) facendo parte della prima giunta esecutiva. Ne divenne il 15 giugno 1947 segretario della giunta esecutiva, dal '48 segretario nazionale e mantenne la carica fino al gennaio 1950. Da segretario del partito, Almirante si spese in modo notevole tanto da rimanere il ricordo di quando, non disdegnando viaggiare per l'intera penisola, dormiva in treni di terza classe («come un apostolo», secondo le parole di Assunta Almirante) e fondando sedi locali del MSI.

#### Le elezioni comunali di Roma del 1947

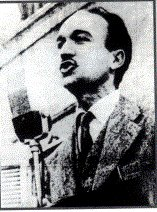
Giorgio Almirante in un comizio negli anni '50

Nel 1947 il MSI partecipò alle elezioni comunali di Roma. Il 17 settembre Almirante tenne un comizio in piazza Ungheria. Esso fu interrotto dall'intervento di esponenti politici oppositori, che assaltarono il palco; ne scaturì una violenta rissa, sedata dalle forze dell'ordine. Ma il clima politico, viste le vicissitudini della guerra portata dal fascismo, era fortemente ostile ai partiti di destra e il 10 ottobre, in piazza Colonna, nel corso del comizio di chiusura si ripeterono i disordini. Nei tumulti scoppiati tra gli oppositori e durante l'intervento della polizia si sentì male e poi morì l'ex federale di Rieti del PNF Pasquale Lugini.
Alle elezioni il MSI ottenne un discreto successo, risultando eletti tre consiglieri comunali che poi appoggiarono l'elezione a sindaco del democristiano Salvatore Rebecchini, contrapposto al candidato delle sinistre. Poche ore prima dell'insediamento a sindaco di Rebecchini fu diffuso un comunicato della Questura di Roma che riguardava Almirante:
Almirante, per i fatti di piazza Colonna, fu accusato di apologia del fascismo e il 4 novembre 1947 gli fu inflitta una condanna di 12 mesi di confino. Almirante era destinato a Salerno e giunto a destinazione, il questore della città gli comunicò la sospensione del provvedimento disposta dal questore di Roma.

#### Attività parlamentare
Nel marzo 1948, in vista delle elezioni politiche Almirante tenne diversi comizi in giro per l'Italia ma la maggior parte di questi gli fu impedita per l'ostracismo degli interventi violenti di militanti comunisti. Solo nel sud la situazione risultò più tranquilla. Il clima politico portò anche ad altri candidati del MSI l'impedimento a effettuare comizi in pubblico. Ciononostante, Almirante riuscì eletto in Parlamento fin dalla prima legislatura (1948) e fu sempre rieletto alla Camera dei deputati. Il 10 ottobre 1948 nel corso di un nuovo comizio, nuovamente in piazza Colonna, si accesero violenti scontri questa volta con le forze dell'ordine.

Almirante durante una seduta del parlamento

Nel 1950 Almirante fu sostituito alla guida del MSI da Augusto De Marsanich e guidò, con Ernesto Massi, la corrente della "sinistra" missina contrapposta al nuovo segretario.
Nel maggio 1952, in occasione di scontri avvenuti a Trieste, Almirante scese in campo in difesa dell'italianità della città che, ancora sotto amministrazione Alleata con la denominazione di Territorio Libero di Trieste, era reclamata dalla Jugoslavia, che nel frattempo aveva già attuato l'annessione della zona B. Nel 1953 avvenne la cosiddetta rivolta di Trieste.

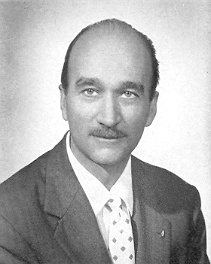
Almirante nel 1963

Nel Congresso del partito tenutosi a Viareggio nel gennaio del 1954, con il suo gruppo si schierò contro la scelta moderata e filoborghese che porterà Arturo Michelini alla segreteria del MSI. Nel 1960 il VI Congresso del MSI, organizzato a Genova, venne annullato sempre per la reazione dei partiti politici opposti che fecero insorgere violenti tumulti di piazza, a fatica controllati dalle forze dell'ordine.
Nel 1963 prese parte al VII Congresso, tenutosi a Roma. In questa occasione Almirante guidò la minoranza di sinistra organizzata nella nuova corrente "Rinnovamento" in contrapposizione a Michelini. La corrente guidata da Almirante uscì sconfitta dal Congresso.
Indetto l'VIII Congresso a Pescara nel 1965, con la dissidenza di Pino Romualdi che presentò una propria mozione, Almirante chiuse un accordo con Michelini votando una mozione unitaria, e Michelini con l'appoggio degli almirantiani fu riconfermato segretario. Michelini e Almirante costituirono "de facto" una corrente unica e l'opposizione interna fu occupata dalla corrente spiritualista di Pino Romualdi.

Almirante con Pino Rauti, nel 1969, in occasione del rientro di quest'ultimo nel MSI

### Seconda segreteria del MSI

#### Lapolitica del doppiopetto
Dopo la morte del segretario Arturo Michelini si aprì il dibattito su chi dovesse succedergli. Si fece l'ipotesi di Giovanni Roberti, leader della Cisnal, ma prevalsero i sostenitori di Almirante che tornò il 29 giugno 1969 al vertice del partito. A far prevalere la candidatura di Almirante concorse il fatto che, pur essendo malvisto all'interno della nuova corrente maggioritaria e moderata di Michelini, egli non aveva mai rinunciato a essere il punto di riferimento della base più movimentista e antisistema. A seguito della sua elezione alla segreteria rientrarono nel partito parte dei dissidenti del Centro Studi Ordine Nuovo guidati da Pino Rauti. Almirante, dopo gli anni di immobilismo di Michelini, operò immediatamente un riassetto organizzativo e ideologico del partito che fu definito come la "politica del doppiopetto", e che rimase sempre in bilico tra le rivendicazioni dell'eredità fascista e l'apertura al sistema politico italiano. Almirante riassunse così la sua strategia:
(Giorgio Almirante nella relazione al Comitato centrale)
La nuova linea del segretario intendeva proporsi come uno spartiacque nella storia del partito sia sul piano ideologico, sia strategico, sia organizzativo. Gli obiettivi perseguiti da Almirante furono raggiunti, se si esclude il piano ideologico, dove, pur attenuati i contorni nostalgici nella sostanza, questi furono semplicemente aggiornati nella riproposizione. La strategia micheliniana dell'inserimento fu decisamente rilanciata anche se l'"anima rivoluzionaria" non fu completamente abbandonata anche in virtù del reinserimento nel partito di molti dissidenti, come Pino Rauti.
Almirante inoltre accentuò il tema della "Difesa dell'Italia dalla minaccia comunista" e simbolicamente il 20 dicembre 1969 organizzò una imponente manifestazione a Roma definita "Appuntamento con la nazione" cui presero parte tutto il partito e tutte le organizzazioni fiancheggiatrici.
Il 18 aprile 1970 Almirante si trovò a Genova per tenere un comizio in piazza della Vittoria. In tale occasione militanti di sinistra vicini a Lotta Continua assaltarono il palco per impedire il comizio e scagliarono bottiglie di vetro contro i partecipanti colpendo a morte il militante Ugo Venturini come dagli stessi rivendicato. Pochi giorni dopo, il 6 maggio sempre a Genova, Almirante al comizio che segue i funerali di Venturini affermò:

#### La fase di rilancio

Almirante con una copia del Secolo d'Italia che celebra l'avanzata del Movimento Sociale Italiano alle elezioni regionali in Sicilia del 1971

Si distinse in diverse battaglie per la "difesa dell'italianità" sul territorio nazionale, pronunciando discorsi-fiume (anche di nove ore) a favore del ritorno all'Italia di Trieste, la cui "questione" non era ancora stata risolta, e poi contro la modifica dello statuto speciale del Trentino-Alto Adige, con la quale veniva attuata la tutela della comunità di lingua tedesca ma che a suo vedere era troppo sbilanciata a sfavore della comunità italiana, e contro l'istituzione delle regioni nel 1970. Criticò anche la legge Scelba che vietava la ricostituzione del Partito Fascista. Agli inizi degli anni sessanta si batté contro la nazionalizzazione dell'energia elettrica.
L'anima antisistema della base del partito venne allo scoperto già il 14 luglio 1970 quando scoppiò la rivolta di Reggio Calabria guidata dal sindacalista della Cisnal Ciccio Franco che Almirante, dopo una iniziale indecisione, poi sostenne decisamente.
(Giorgio Almirante al Congresso di Roma del 1970)
Nella stessa estate fu ritrovato un bando controfirmato dallo stesso Almirante che il 17 maggio 1944 imponeva la condanna a morte per i renitenti alla leva.
L'anno dopo, sempre al sud, il MSI ottenne un notevole risultato alle elezioni regionali in Sicilia, con un clamoroso 16 per cento. Il risultato fu reso possibile dal fatto che le attese di un periodo riformista proposto dal centro-sinistra erano state frustrate nelle regioni del sud e da un periodo di crisi della Democrazia Cristiana.

### L'elezione di Giovanni Leone
Il 24 dicembre 1971 il MSI fu determinante per l'elezione a presidente della repubblica di Giovanni Leone, operazione che riportò il partito ad avere influenza all'interno del Parlamento. Secondo le stesse dichiarazioni di Almirante l'elezione di Leone era stata concordata con frange della Democrazia Cristiana. Almirante dichiarò fin dalle prime battute di voto di votare scheda bianca poi dopo la ventiduesima votazione conclusasi con un nulla di fatto i parlamentari missini pur continuando a dichiarare di votare scheda bianca, a sorpresa votarono a favore di Leone.
In seguito Almirante indicò il parlamentare Giovanni Galloni come l'autore delle presunte mediazioni con il MSI. Galloni negò sempre la circostanza.

### La "Destra Nazionale"
Nel maggio 1972, grazie anche alla fusione con il Partito Democratico Italiano di Unità Monarchica, il MSI (diventato MSI-Destra Nazionale) ottenne il suo massimo storico alle elezioni politiche, 8,7% alla Camera e 9,2% al Senato, eleggendo 56 deputati e 26 senatori. Da quel momento l'obiettivo primario di Almirante divenne l'egemonizzazione di tutta l'area di "destra", rivolgendosi anche agli ambienti extraparlamentari di Avanguardia Nazionale e Ordine Nuovo.

#### Richiesta di autorizzazione a procedere per ricostituzione del Partito Fascista
Un mese dopo il successo elettorale, l'allora Procuratore generale di Milano, Luigi Bianchi D'Espinosa, ex esponente del Partito d'Azione, decise di chiedere alla Camera l'autorizzazione a procedere nei suoi confronti con l'accusa di tentata ricostituzione del Partito Fascista. Nel documento redatto dal Procuratore generale si legge:
Il 12 aprile 1973, con il Giovedì nero di Milano il MSI segna una battuta d'arresto e la richiesta d'autorizzazione a procedere contro Almirante subisce un'accelerazione, per volontà della Democrazia Cristiana che teme un consolidamento del MSI nell'elettorato moderato.
Lo stesso Almirante dichiarò di voler votare a favore della richiesta a procedere e polemizzando all'indirizzo di Sandro Pertini, presidente della Camera: «non mi turba in alcun modo il fatto che in questi ultimi giorni le procedure siano state accelerate, perché semmai, signor Presidente, mi avrebbe turbato il fatto che fossero state rallentate». L'autorizzazione fu concessa il 24 maggio 1973 con 484 voti a favore contro 60. Votarono contro anche 4 democristiani: Antonio Del Duca, Stefano Cavaliere, Eugenio Tarabini e Giuseppe Costamagna.
Buona parte della stampa accolse sfavorevolmente l'esito della votazione. La Cassazione imporrà la trasmissione degli atti da Milano a Roma, dove la procura aveva successivamente aperto un'inchiesta analoga. A Roma il fascicolo restò fermo per anni e verrà restituito a Milano solo il 18 dicembre 1988, 7 mesi dopo la morte di Almirante. La richiesta di scioglimento del partito rimase comunque senza esito; una raccolta di firme promossa allo stesso scopo nel 1975 da varie forze della sinistra, anche extraparlamentare, non ebbe miglior successo.

#### La strategia della tensione e la scissione di Democrazia Nazionale
Nella primavera del 1974 Almirante, per disciplina di partito, si schierò a favore del referendum sul divorzio, volto ad abrogare la legge istitutiva dell'istituto divorzile. La sua posizione di apertura era stata infatti messa in minoranza durante le discussioni alla direzione del MSI.
Egli stesso si avvalse poi delle possibilità offerte dalla legge Fortuna-Baslini per divorziare da Gabriella Magnatti con cui era sposato solo civilmente, dalla quale aveva avuto nel 1949 la figlia Rita, e risposarsi con Assunta Stramandinoli con cui già aveva avuto nel 1958 la figlia Giuliana de' Medici, e che aveva sposato religiosamente nel 1969 quando lei restò vedova del primo marito.
La strage di Piazza della Loggia nel maggio 1974 e pochi mesi dopo la strage dell'Italicus affossarono la strategia di inglobare la variegata galassia della destra extra parlamentare. Almirante, pur convinto che le azioni fossero state manovrate dai servizi segreti e in ultima analisi volute da settori della Democrazia Cristiana non poté negare il coinvolgimento di estremisti di destra mettendo così in luce il fallimento del progetto di creare una grande destra attorno al MSI. Almirante dovette ammettere:
(Giorgio Almirante sul Secolo d'Italia 31 gennaio 1975)
Nel 1977 affrontò la scissione che portò alla nascita di Democrazia Nazionale, partito composto per lo più da elementi di provenienza monarchica ma anche da esponenti "storici" del MSI come Ernesto De Marzio, Pietro Cerullo e Massimo Anderson che con un programma moderato intendevano tentare un aggancio con il centro democristiano. Alle elezioni politiche del 1979 Democrazia Nazionale non ottenne alcun seggio e sparì dalla scena politica.

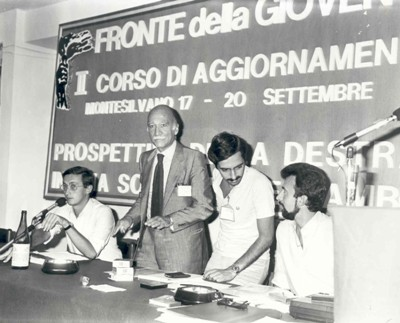
Almirante a un corso di aggiornamento del Fronte della Gioventù nel 1981 a Montesilvano, in compagnia di un giovane Gianfranco Fini alla sinistra, a destra Maurizio Gasparri e seduto Almerigo Grilz

Nel 1978, in previsione delle elezioni europee del 1979, Almirante fondò l'Eurodestra. Nella seconda metà degli anni settanta, in piena emergenza terrorismo, si schierò per l'introduzione della pena di morte per i terroristi colpevoli di omicidio (campagna che ebbe però l'opposizione della corrente giovanile missina e della destra interna al partito guidata da Pino Rauti) e successivamente contro la legalizzazione dell'aborto.

### La fine dell'Arco costituzionale
Nel 1983, Almirante fu ricevuto per la prima volta dal presidente del consiglio incaricato, il segretario PSI Bettino Craxi, in forma ufficiale nel suo giro di consultazioni per la formazione del nuovo governo. Di questo incontro Almirante raccontò poi che Craxi gli aveva espresso la sua contrarietà al perdurare dell'arco costituzionale e all'emarginazione del MSI. Il Movimento Sociale sostenne alcuni provvedimenti del Governo Craxi per l'attuazione del decreto-legge per la liberalizzazione del mercato televisivo (che permise l'ascesa e la consolidazione del gruppo Fininvest di Silvio Berlusconi). Da quel momento in poi, con l'esclusione del Partito Comunista Italiano, gli altri partiti cominciarono a inviare proprie delegazioni ai congressi del MSI.

#### I funerali di Enrico Berlinguer
Nel giugno del 1984 Almirante sorprese l'intero mondo politico italiano recandosi insieme con Pino Romualdi a rendere omaggio alla camera ardente di Enrico Berlinguer, segretario del Partito Comunista Italiano allestita presso la sede centrale di via delle Botteghe Oscure. Qui si mise in fila insieme con tutti gli altri convenuti finché, notato, fu accolto da Gian Carlo Pajetta e accompagnato presso il feretro. Assunta Almirante riferì poi che, alla notizia della morte di Berlinguer, Almirante pianse.
Il 26 gennaio 1986 parlando al Teatro Lirico di Milano, Almirante sostenne che «il ladrocinio e l'assassinio furono l'emblema delle bande partigiane».

#### Ultimi anni e morte
Anche a causa delle sue condizioni di salute, nel 1987 abbandona la segreteria del partito, a favore del suo delfino Gianfranco Fini, già segretario del Fronte della Gioventù.
Il 24 gennaio 1988 fu eletto presidente del partito dalla maggioranza del comitato centrale. Morì a Roma alle 10:10 di domenica 22 maggio dello stesso anno per emorragia cerebrale, dopo un intervento eseguito a Parigi a causa del quale le sue condizioni peggiorarono notevolmente. Poco dopo la notizia del decesso la salma fu visitata dal Presidente della Repubblica Francesco Cossiga e dal sindaco di Roma Nicola Signorello. Essendo deceduto anche Pino Romualdi il giorno prima di Almirante, per i due leader missini si decise di svolgere esequie comuni a Roma, nella chiesa di Sant'Agnese in Agone. Alle esequie parteciparono migliaia di persone, tra cui anche gli esponenti del Partito Comunista Italiano Nilde Iotti, all'epoca presidente della Camera, e Gian Carlo Pajetta. Almirante fu sepolto nel Cimitero del Verano in un sepolcro donato dal Comune di Roma.

## Vita privata
Negli anni '40 si sposò secondo rito civile con Gabriella Mignatti, da cui nel 1949 ebbe la figlia Rita, ma i due si separarono in Brasile dato che in Italia il divorzio non era ancora consentito.
Nel 1952 conobbe a Roma la marchesa Raffaella Stramandinoli, chiamata da tutti Assunta, coniugata con il marchese Federico de' Medici e già madre di tre figli: Marco, Marianna e Leopoldo. I due iniziarono una relazione clandestina e nel 1958 dalla loro unione nacque Giuliana, che porta il cognome de' Medici poiché il marchese la riconobbe per evitare che venisse considerata una figlia illegittima.
Dopo la morte del marchese, i due si sposarono nel 1969 in chiesa secondo il "rito di conoscenza" ovvero un tipo di unione che permette all'officiante di non tener conto dei vincoli civili dei celebranti. L'irregolare condizione familiare di Almirante venne fatta oggetto di dibattito pubblico nel 1974, in occasione del referendum sul divorzio, quando il MSI prese netta posizione per l'abrogazione di tale istituto giuridico.
Soltanto dopo la morte della prima moglie il matrimonio poté essere riconosciuto a tutti gli effetti e durò fino al 1988, anno della morte di lui.
Dopo la morte del marito, Assunta Almirante si prodigò per portare avanti la sua eredità.

## Vicende giudiziarie e aspetti controversi
- Nel 1947 venne condannato per collaborazionismo con le truppe naziste; per questo reato verrà emesso nei suoi confronti un provvedimento di confino di polizia.[67][68] Sempre nel 1947 viene accusato del reato di apologia del fascismo a seguito di un comizio tenuto a Piazza Colonna durante la campagna elettorale per le amministrative; il 4 novembre 1947 gli verrà inflitta una condanna ad altri 12 mesi di confino[16] poi annullata.
- Il 5 maggio 1958 al termine di un comizio a Trieste, Almirante è denunciato dalla Questura per «Vilipendio degli Organi Costituzionali dello Stato»[69].
- Il 16 giugno 1971 il Procuratore della Repubblica di Spoleto, Vincenzo De Franco, chiese[70] alla Camera dei Deputati l'autorizzazione a procedere contro Giorgio Almirante per i reati di "Pubblica Istigazione ad Attentato contro la Costituzione" e "Insurrezione Armata contro i Poteri dello Stato". L'autorizzazione venne concessa il 3 luglio 1974 dalla Camera dei deputati, con la contrarietà del solo MSI. Il segretario missino aveva infatti affermato durante il congresso del partito, con chiaro riferimento ai regimi di Salazar, Papadopoulos e Franco:

- Nel giugno 1972 l'allora Procuratore generale di Milano, Luigi Bianchi D'Espinosa[37], decise di chiedere alla Camera l'autorizzazione a procedere nei suoi confronti per tentata ricostituzione del Partito fascista. Gravemente ammalato Bianchi d'Espinosa morì poche settimane dopo. Il Parlamento, nel maggio 1973, concesse l'autorizzazione a procedere ma tutto si arenò poco dopo e non proseguì oltre.

### La vicenda del comunicato agli sbandati
Nell'estate del 1971 alcuni storici dell'Università di Pisa rinvennero negli archivi del comune di Massa Marittima la copia anastatica di un manifesto, a firma di Giorgio Almirante, che riportava quanto segue:
COMUNICATO
Si riproduce testo del manifesto lanciato agli sbandati a seguito del
decreto del 10 aprile.
"Alle ore 24 del 25 maggio scade il termine stabilito per la
presentazione ai posti militari e di Polizia Italiani e Tedeschi,
degli sbandati ed appartenenti a bande.
Entro le ore 24 del 25 maggio gli sbandati che si presenteranno
isolatamente consegnando le armi di cui sono eventualmente in possesso
non saranno sottoposti a procedimenti penali e nessuna sanzione sarà
presa a loro carico secondo quanto è previsto dal decreto del 18
Aprile. I gruppi di sbandati qualunque ne sia il numero dovranno
inviare presso i comandi militari di Polizia Italiani e Tedeschi un
proprio incaricato per prendere accordi per la presentazione
dell'intero gruppo e per la consegna delle armi. Anche gli
appartenenti a questi gruppi non saranno sottoposti ad alcun processo
penale e sanzioni. Gli sbandati e gli appartenenti alle bande dovranno
presentarsi a tutti i posti militari e di Polizia Italiani e Germanici
entro le ore 24 del 25 maggio. Tutti coloro che non si saranno presentati saranno considerati fuori
legge e passati per le armi mediante fucilazione nella schiena.
Vi preghiamo curare immediatamente affinché testo venga affisso in
tutti i Comuni vostra Provincia."

p. il Ministro Mezzasoma - Capo Gabinetto
GIORGIO ALMIRANTE
Dalla Prefettura 17 maggio 1944 - XXII»
Il manifesto fu pubblicato il 27 giugno 1971 dal quotidiano l'Unità col titolo Un servo dei Nazisti. Come Almirante collaborava con gli occupanti tedeschi. Almirante rispose con un consistente numero di querele, sostenendo che si trattava di «una vergognosa campagna stampa» e di «un'ignobile infamia».
Il procedimento principale, con sede a Roma, venne istruito dai pubblici ministeri Vittorio Occorsio e Niccolò Amato e si articolò lungo il corso di ben sette anni; Almirante oppose un gran numero di eccezioni, ma nel giugno del 1974 vennero rinvenute negli Archivi di Stato e prodotte in giudizio inequivocabili prove documentali attestanti la veridicità del documento:
- il documento originale recante la firma di Almirante, la lettera della Prefettura che accompagnava l'invio dei manifesti e la missiva del Vicecommissario Prefettizio che dava conferma dell'affissione.
- un telegramma risalente all'8 maggio 1944 firmato proprio da Almirante - all'epoca Capo di Gabinetto del Ministero della cultura popolare - in cui si sollecitava l'affissione del manifesto in questione in tutti i comuni della provincia di Grosseto.
- una circolare dello stesso periodo in cui Almirante disponeva - in quanto curatore della propaganda del Decreto Graziani (che disponeva, appunto, le modalità di repressione dei gruppi partigiani) - anche la divulgazione delle comunicazioni delle autorità tedesche in materia.

Il procedimento si concluse con il rigetto integrale delle pretese di Almirante nei confronti dei giornalisti dell'Unità, poiché risultava che i giornalisti avevano «dimostrato la veridicità dei fatti» e che dunque il manifesto rivolto agli sbandati era da attribuirsi proprio ad Almirante.

### Il processo per favoreggiamento a seguito della strage di Peteano
In seguito alle indagini sulla strage di Peteano, il terrorista neofascista Vincenzo Vinciguerra - reo confesso per la strage - rivelò nel 1982 come Almirante avesse fatto pervenire la somma di 35 000 dollari al terrorista Carlo Cicuttini, dirigente del MSI friulano e coautore della strage, affinché modificasse la sua voce durante la sua latitanza in Spagna mediante un apposito intervento alle corde vocali: tale intervento si rendeva necessario poiché Cicuttini, oltre ad aver collocato materialmente la bomba assieme a Vinciguerra, si era reso autore della telefonata che aveva attirato in trappola i carabinieri e la sua voce era stata identificata mediante successivo confronto con la registrazione di un comizio del MSI da lui tenuto.
Nel giugno del 1986, a seguito dell'emersione dei documenti che provavano il passaggio del denaro tramite una banca di Lugano, il Banco di Bilbao e il Banco Atlantico, Giorgio Almirante e l'avvocato goriziano Eno Pascoli vennero rinviati a giudizio per il reato di favoreggiamento aggravato verso i due terroristi neofascisti. Pascoli verrà condannato per il fatto nel 1987; Almirante invece, si fece più volte scudo dell'immunità parlamentare, all'epoca ancora riconosciuta a deputati e senatori, fin quando si avvalse di un'amnistia prima dell'inizio del processo, nonostante la legge ne prevedesse già da molti anni la rinunciabilità proprio al fine di tutelare il diritto dell'imputato all'accertamento dei fatti.

### Le accuse di contiguità con ambienti dell'eversione nera e con la P2
Numerose accuse di contiguità col terrorismo nero vennero mosse ad Almirante, così come al MSI in generale, sin dagli albori della Strategia della tensione, a partire dalla fine degli anni sessanta.
I sospetti sugli appoggi ai tentativi di colpi di stato degli anni sessanta e settanta acquisirono ulteriore rilevanza in seguito alla scelta di inserire tra le file del partito alcuni generali dei servizi segreti militari come Giovanni de Lorenzo (eletto nel 1968 con il PDIUM che aderì nel 1971 al gruppo missino) che ebbe un ruolo nel Piano Solo del 1964, e Vito Miceli, iscritto alla P2 di Licio Gelli e all'epoca indagato per favoreggiamento al Golpe Borghese, reato per cui verrà successivamente assolto nel 1978.
Questo tipo di circostanza è stata recentemente confermata dalla testimonianza di Ernesto De Marzio, all'epoca capogruppo del MSI alla Camera; De Marzio ha sostenuto di aver presenziato, nel 1970, a un incontro tra Junio Valerio Borghese e Almirante nel corso del quale quest'ultimo, alle richieste di adesione all'imminente colpo di Stato avanzate da Borghese, avrebbe risposto: 
L'ammiraglio Gino Birindelli, presidente del MSI dal 1972 al 1974, (nel 1970 in contatto con membri dell'Ordine nero quando era comandante delle forze navali alleate del Sud Europa), esternò a più riprese insofferenza per l'atteggiamento di ambiguità e doppiezza tenuto dal partito nei confronti degli ambienti eversivi e del terrorismo nero, arrivando in seguito al punto di lasciare il partito per aderire a Democrazia Nazionale; in un'intervista del 2005 Birindelli ha ribadito il suo malumore per lo stato di cose che caratterizzava il MSI, additando l'atteggiamento di copertura tenuto dal partito nei confronti degli assassini dell'agente di polizia Antonio Marino tra le cause del suo abbandono.
Le accuse continuarono anche negli anni ottanta con il caso del parlamentare Massimo Abbatangelo, deputato alla Camera nel 1979 e nel 1983 per il Movimento Sociale Italiano,, fu accusato di detenzione illegale di materiale esplosivo, e arrestato nel 1984, primo dei non eletti nel 1987 e di nuovo deputato nel 1989. Nonostante la condanna in primo grado all'ergastolo per aver fornito l'esplosivo utilizzato nella Strage del Rapido 904 del 1984, venne ricandidato ed eletto alla Camera nell'aprile 1992. Il 18 febbraio 1994 Abbatangelo fu assolto dalla Corte di Assise di Appello di Firenze per il reato di strage, ma venne mantenuta la condanna a sei anni di reclusione per la detenzione dell'esplosivo..
Molte discussioni generò anche la sua espressione di solidarietà col golpe militare di Augusto Pinochet in Cile dell'11 settembre 1973, per la quale ricevette dei ringraziamenti dallo stesso Pinochet.

L'ex deputato missino Giulio Caradonna, uno dei tre esponenti missini iscritti alla P2 e per questo sospeso dal MSI (ma ricandidato nel 1983), in un'intervista del 2009 rilasciata al Corriere della Sera ha sostenuto che Licio Gelli, maestro venerabile della Loggia P2, cominciò a finanziare il MSI proprio su sollecitazione di Almirante:
 Gelli confermò ai magistrati già nel 1995 di aver incontrato Almirante, "ma di avergli negato l'aiuto".
Almirante dichiarò ai magistrati che lo interrogavano sul proprio rapporto con Gelli come lo avesse conosciuto, indicatogli come vicino ad ambienti dell’ambasciata argentina (che servivano ad Almirante per patrocinare la causa degli italiani nel paese sudamericano) e come avesse avuto con lui un incontro spiacevole. Inoltre si disse convinto che egli avrebbe preso parte ad un complotto ai suoi danni, che portò alla scissione di “Democrazia Nazionale” Fascismo e Massoneria, storia di rapporti complessi – 7ª parte – Luigi Morrone - EreticaMente.

## Eredità
(Giorgio Almirante al momento della nomina di Gianfranco Fini alla presidenza del MSI)
La scelta di Fini aveva il significato di tagliare i ponti col passato. Il successore di Almirante da lui stesso designato lo onorò definendolo «un grande italiano» e «il leader della generazione che non si è arresa».

### Il ventennale della morte
Il 28 maggio 2008, a seguito delle polemiche sorte per la proposta del sindaco di Roma Gianni Alemanno di dedicargli una via di Roma, alla Camera dei deputati il deputato Emanuele Fiano del Partito Democratico diede lettura di alcuni brani tratti da articoli che Giorgio Almirante aveva scritto nel 1942, quando dirigeva la rivista La difesa della razza, in cui sosteneva che era necessario proteggere l'Italia da «meticci ed ebrei».
Il presidente della Camera dei deputati Gianfranco Fini nell'occasione prese le distanze da quelle affermazioni razziste e antisemite di Almirante. Subito dopo Italo Bocchino, membro dello stesso partito del Presidente della Camera, nel suo intervento, ricordò anche «Giovanni Spadolini, Amintore Fanfani e Eugenio Scalfari» come autori di articoli razzisti sulla stessa rivista.
Nei giorni seguenti per le celebrazioni del ventennale della morte di Almirante fu deciso di dedicare una giornata alla lettura di passi dei discorsi che Almirante aveva tenuto alla Camera. Luciano Violante che decise di partecipare alla giornata commentò:
(Luciano Violante)

### Premio Giorgio Almirante

Giorgio Almirante con Mirko Tremaglia negli anni '80

Nel 2000, in occasione del XII dalla morte del segretario missino, su proposta di Mirko Tremaglia fu istituito il premio Giorgio Almirante.

### Intitolazioni di vie e piazze
Il comune di Altomonte (CS), per volontà del sindaco socialdemocratico Costantino Belluscio, fu il primo in Italia ad intitolare una via ad Almirante.
In diverse località d'Italia (tra cui Aidone, Valenzano, Fiumicino, Bracciano, Pomezia, Ragusa, Locorotondo, Crispiano, Lecce, Veglie, Casarano,Catania, Noventa Vicentina, Pescantina, Vigasio, Fabrica di Roma, Foggia, Capaci, Rieti, Molfetta, Montesilvano, Aragona, Ladispoli, Sutri) esistono vie o piazze intitolate ad Almirante. A Putignano gli è stato dedicato un parco.  A Rossano gli è stato dedicato un ponte.  A Viterbo gli è stata intitolata la circonvallazione. Ad Affile gli è stato dedicato un busto bronzeo nel 2012. Il 14 giugno 2018 il comune di Roma ha passato una mozione per intitolare ad Almirante una strada della capitale, bloccata in seguito a proteste.

## Opere
- Il Movimento sociale italiano, con Francesco Palamenghi-Crispi, Nuova Accademia, Milano 1958.
- Mezzasoma rievocato da Giorgio Almirante e da Fernando Feliciani, CEN, Roma 1959.
- Repubblica sociale italiana. Storia, con altri, CEN, Roma 1959.
- La verità sull'Alto Adige, con altri, Movimento sociale italiano, Roma 1959.
- I due ventenni, CEN, Roma 1967.
- Processo al parlamento, CEN, Roma 1969.
- La destra avanza, Edizioni del Borghese, Milano 1972.
- Il regime contro la destra, Edizioni del Borghese, Milano 1973.
- Autobiografia di un fucilatore, Edizioni del Borghese, Milano 1973.
- Complotto di regime contro la destra nazionale. Relazione del segretario nazionale Giorgio Almirante alla direzione del partito, 28-29 aprile 1973, Edital Roma, Roma 1973.
- "Processo alla libertà". Il testo integrale del discorso pronunciato alla Camera il 23 maggio dall'onorevole Giorgio Almirante, Edital Roma, Roma 1973.
- Salvare la scuola dal comunismo, Edizioni D.N., Roma 1974.
- La strategia del terrorismo, Edizioni D.N., Roma 1974.
- L'alternativa corporativa, Edizioni D.N., Roma 1974.
- Interventi al 4º corso aggiornamento politico per dirigenti del Fronte della Gioventù. Roma-Ostia, 19-22 sett. 1974, Edizioni D.N., Roma 1975.
- Per l'unità delle forze anticomuniste in difesa della liberta di tutti gli italiani. Relazione al comitato centrale del MSI-DN, 29-30 luglio 1975, 1975.
- Intervista sull'eurodestra (a cura di Michele Rallo), Thule, Palermo 1978.
- Carlo Borsani, con Carlo Borsani jr., Ciarrapico, Roma 1979.
- Robert Brasillach, Ciarrapico, Roma 1979.
- Jose Antonio Primo de Rivera, Ciarrapico, Roma 1980.
- Processo alla Repubblica, Ciarrapico, Roma 1980.
- Pena di morte?, Ciarrapico, Roma 1981.
- Francesco Giunta e il fascismo triestino. 1918-1925. Dalle origini alla conquista del potere, con Sergio Giacomelli, Trieste 1983.
- Trieste nel periodo fascista. 1925-1943, con Sergio Giacomelli, 1986.
- Tra Hitler e Tito. Trieste nella R.S.I. di Mussolini 1943-1945, 1987.
- Discorsi parlamentari, Fondazione della Camera dei Deputati, Roma 2008.